# Поточки, Ян Антони де
Ян Антони де Поточки (пол. Jan Antoni de Potoczki; 27 декабря 1759, Елизаветштадт, Трансильвания, Австрийская империя (ныне жудец Сибиу, Румыния) — 16 мая 1832, Пшемысль (ныне Польша)) — римско-католический религиозный деятель армянского происхождения, епископ Перемышльской епархии (1825—1832). педагог, ректор Львовского университета (1792—1793), Доктор богословия (1785).

## Биография
Родился в армянской семье. 12 марта 1786 года рукоположён в священники армянского обряда.
В 1787—1796 годах преподавал богословие в университете Львова. До назначения епископом служил приходским священником в Жидачеве (1797—1823), был почётным каноником во Львове.
Епископ Перемышльской епархии (1825—1832). 21 октября 1827 года начал службу Божью в Латинском соборе Львова, освятил краеугольный камень при строительстве современной Львовской ратуши.
В 1828 году построил в Пшемысльском соборе кирпичные атриумы вместо старых деревянных.
В 1792—1793 годах — ректор Львовского университета.
В 1820 году получил галицкое дворянство вместе с гербом Поточки.
Гроб с его останками был найден в 2011 году при реконструкции подземелий Пшемысльского собора.